# Capverdians
Capverdians (portuguès cabo-verdianos) són els ciutadans de Cap Verd. Cap Verd és una sociedade mestiça (com es descriu en portuguès), cosa que vol dir que és la llar de gent de races barrejades. Gairebé tots els capverdians o els seus avantpassats van emigrar dins dels últims cinc segles.

## Grups racials
L'arxipèlag de Cap Verd era deshabitat quan els portuguesos el van descobrir en 1456. Hi foren portats esclaus africans per treballar en les plantacions portugueses. Com a resultat, els capverdians són mulats (mestiços en portuguès), ja que tenen orígens barrejats blancs i negres. Així entre els avantpassats europeus hi ha mariners espanyols i italians a qui els va concedir terres l'Imperi Portuguès, seguits pels colons portuguesos, exiliats, i jueus portuguesos víctimes de la Inquisició. Molts estrangers procedents d'altres parts del món es van establir a Cap Verd com a territori permanent. La majoria d'ells eren neerlandesos, francesos, britànics (anglesos) àrabs i jueus (del Líban i del Marroc).
| Capeverdians segons el cens de 1950                                         | Capeverdians segons el cens de 1950 | Capeverdians segons el cens de 1950 | Capeverdians segons el cens de 1950 |                              |
| Grup racial                                                                 | Ref.                                | % de la població de Cap Verd        | % de la població de Cap Verd        | % de la població de Cap Verd |
| --------------------------------------------------------------------------- | ----------------------------------- | ----------------------------------- | ----------------------------------- | ---------------------------- |
| Mestiços                                                                    | [ 4 ]                               | 69,6                                | 69.6                                |                              |
| Negres (africans)                                                           | [ 5 ]                               | 28,4                                | 28.4                                |                              |
| Blancs                                                                      | [ 4 ]                               | 2,0                                 | 2                                   |                              |
| Altres o desconeguts                                                        | [ 5 ]                               | 0,0                                 |                                     |                              |
| L'última vegada que Cap Verd comptà l'origen racial fou en el cens de 1950. |                                     |                                     |                                     |                              |

Un estudi genètic va revelar que l'ascendència de la població de Cap Verd és predominantment europea en la línia masculina i africana oriental en la línia femenina; comptats junts el percentatge és de el 56% africans i 44% europeus.

## Diàspora
Avui molts capverdians viuen fora de Cap Verd, amb importants comunitats d'emigrants capverdians als Estats Units (500.000 d'ascendència capverdiana, amb majors concentracions a les costes de Nova Anglaterra des de Providence (Rhode Island), a New Bedford (Massachusetts)).
El 2008 l'Institut Nacional d'Estadística de Portugal estimà que 68.145 capverdians residien legalment a Portugal. Això suposava "el 15,7% de tots els estrangers que vivien legalment al país." El més conegut és el futbolista professional Cristiano Ronaldo que té part d'ascendència capverdiana a través de la seva besàvia paterna, Isabel da Piedade, qui als 16 anys va emigrar des de Praia fins a Madeira, va treballar a la capital Funchal i es va casar amb el portuguès José Aveiro, besavi patern de Cristiano.
Hi ha poblacions significatives de capverdians a Angola (45.000), São Tomé i Príncipe (25.000), Senegal (25.000), els Països Baixos (20.000, dels quals 15.000 concentrats a Rotterdam), França (25.000), Espanya (12.500), Itàlia (10.000) Luxemburg (7.000) i Escandinàvia (7.000). Hi ha una comunitat capverdiana a l'Argentina de 8.000 persones. Un gran nombre de capverdians i de descendents de capverdians que emigrren abans de 1975 no són inclosos a les estadístiques perquè tenien aleshores passaport portuguès.

## Llengües
La llengua oficial de Cap Verd és el portuguès. És la llengua d'instrucció i de govern. El crioll capverdià s'utilitza col·loquialment i és la llengua materna de pràcticament tots els capverdians. El crioll capverdià o kriolu és un continu dialectal d'un crioll portuguès. Hi ha una quantitat substancial de literatura en llengua criolla, especialment en el crioll de Santiago i el crioll de São Vicente. El crioll ha anat guanyant prestigi des de la independència de la nació de Portugal.

## Religió
Religió a Cap Verd (2010)

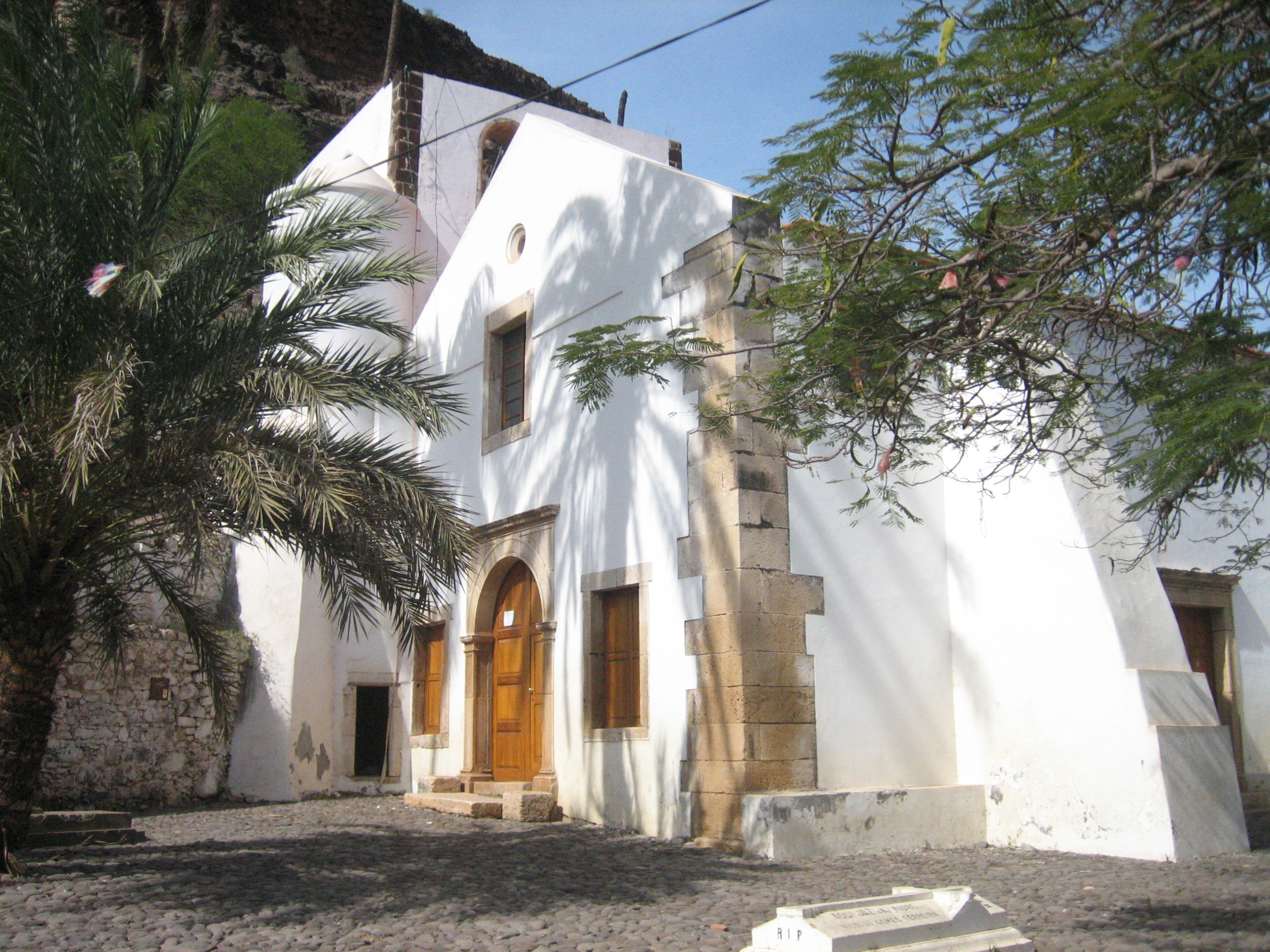
Església a Santiago, Cap Verd.

Més del 93% de la població de Cap Verd és nominalment catpolica, segons una enquesta informal feta per les esglésies locals. Un 5% de la població és Protestant. La principal denominació Protestant és l'Església del Natzarè.
Altres grups són l'Església Adventista del Setè Dia, l'Església de Jesucrist dels Sants dels Darrers Dies (Mormons), les Assemblees de Déu, l'Església Universal del Regne de Déu, l'Església Nova Apostòlica i altres grups pentecostalistes i evangèlics. Hi ha petites comunitats de fe bahà'í i musulmanes El nombre d'ateus s'estima en menys de l'1% de la població.

## Cultura
La cultura de Cap Verd reflecteix la seva barreja d'arrels portugueses i africanes. És ben coneguda per les seves diverses formes de la música com ara la morna, i una àmplia varietat de balls: el ball suau morna, la Funaná, l'extrema sensualitat de la coladeira, i la dansa batuque. Aquestes són un reflex de la diversitat d'orígens dels habitants de Cap Verd. El terme "criolo" s'utilitza per referir-se als residents, així com a la cultura de Cap Verd.